# Bánh bao
Le bánh bao est un pain farci que l’on trouve au Viêt Nam. Inspiré des baozi originaire de Chine, il est préparé avec du lait et la farce contient généralement de l'œuf dur et de la saucisse. Il est classé dans les bánh, signifiant « gâteau », un ensemble de plats très variés de la cuisine vietnamienne.
Le bánh bao s’inspire directement des baozi du nord et de l’est de la Chine, ainsi que des buuz mongols. Importé et adapté au Viêt Nam, il conserve la tradition du pain farci cuit à la vapeur, sauf que le bánh bao est toujours sucré. 
Il est également consommé dans le sud de la Chine, dans la cuisine cantonaise, où il est appelé en mandarin, naihuangbao et en cantonais, naaiwoongbaau (chinois simplifié : 奶皇包 ; chinois traditionnel : 奶黃包 ; pinyin : nǎihuángbāo ; cantonais Jyutping : naai⁵ wong⁴ baau¹ ; litt. « “paquet” impérial au lait »), une version chinoise sucrée fourrée à la crème de jaune d’œuf.